# 南町 (八王子市)
南町（みなみちょう）は東京都八王子市の町名。丁番を持たない単独町名であり、住居表示実施済区域。郵便番号は192-0072（八王子郵便局管区）。

## 地理
東に中町、西に南新町、南に寺町、南西に天神町、北東に横山町、北西に八日町と隣接している。

## 歴史

### 地名の由来
江戸期の寛政年間にあった馬乗宿の一部、南横町の名が基になっていると推測される。

### 沿革
- 1912年(大正元年) 10月1日 -  町名改正により、馬乗町の一部が南町となる[5]。
- 1968年(昭和43年) 3月1日 - 住居表示実施[1][5]。

## 世帯数と人口
2023年（令和5年）10月31日現在の世帯数と人口は以下の通りである。
| 町丁 | 世帯数  | 人口    |
| ---- | ------- | ------- |
| 南町 | 818世帯 | 1,142人 |

## 小・中学校の学区
市立小・中学校に通う場合、学区は以下の通りとなる。
| 番地 | 小学校               | 中学校               |
| ---- | -------------------- | -------------------- |
| 全域 | 八王子市立第三小学校 | 八王子市立第六中学校 |

## 交通

### 鉄道
町域内に駅は存在しない。最寄り駅はJR八王子駅となっている。

### 道路
- 国道16号(東京環状)、東京都道160号下柚木八王子線(野猿街道)：南町の中心部を南北に通過する。
- 南町通り：南町の北端部を東西に通過する。
- 富士見通り：南町の南端部を東西に通過する。

## 施設
商業
- 鮨忠本店 - 明治15年創業。

その他
- 黒塀通り - 花街地区[7]。地区の大半は隣の中町にあるが、三業組合など地区の一部が南町にかかっている。
- 八王子青色申告会